# Dadra i Nagarhaweli

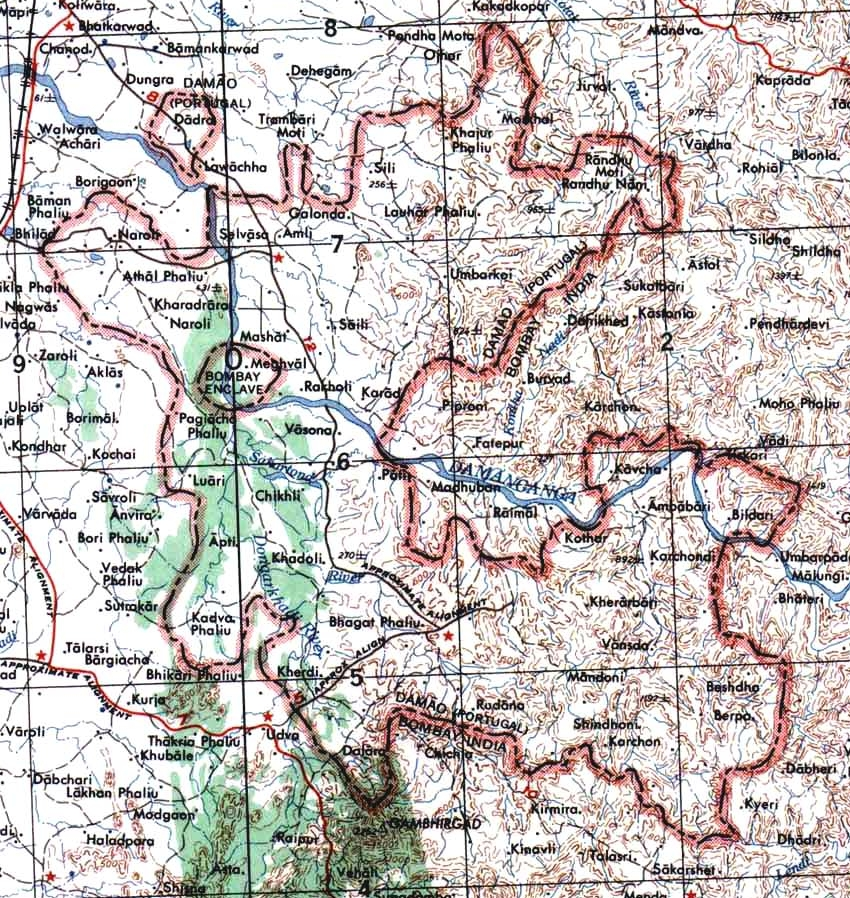
Dadra i Nagarhaweli na mapie z 1956

Dadra i Nagarhaweli (hindi दादर और नगर हवेली, trb.: Dadra aur Nagarhaweli, trl.: Dādrā aur Nagarhavelī; gudźarati દાદરા અને નગર હવેલી; ang. Dadra and Nagar Haveli) – terytorium związkowe w zachodnich Indiach, około 150 km na północ od Bombaju, istniejące w latach 1961–2020.
Do 1954 Dadra i Nagarhaweli było częścią portugalskiego terytorium Daman wchodzącego w skład kolonii Indie Portugalskie. W 1954 w wyniku indyjskiej blokady lądowych granic Indii Portugalskich Portugalia utraciła kontrolę nad terenami Dadra i Nagarhaweli, które stanowiły enklawy w terytorium Indii. Mieszkańcy Dadra i Nagarhaweli wyparli administrację portugalską i do 1961, kiedy terytorium włączono do Indii było ono de facto samodzielne i zarządzane przez Varishta Panchayat of Free Dadra and Nagar Haveli.
26 stycznia 2020 połączone wraz z terytorium Daman i Diu w nową jednostkę administracyjną Dadra, Nagarhaweli, Daman i Diu. 
Dadra i Nagarhaweli jest położone na nizinie nadmorskiej. Ponad 40% terytorium pokrywają lasy (eksploatacja drewna tekowego). Występuje głównie uprawa ryżu i hodowla bydła, także przemysł chemiczny, maszynowy i włókienniczy. Składa się z dwóch części :
1. niewielkiej enklawy Dadra otoczonej w całości stanem Gujarat
2. obszaru Nagarhaweli graniczącego ze stanami Gujarat i Maharashtra.

Dodatkowo stan Gudźarat posiada na obszarze Nagarhaweli niewielką enklawę wokół wioski Meghwal. 